# Cuphocarpus leandrianus
Cuphocarpus leandrianus là một loài thực vật có hoa trong Họ Cuồng cuồng. Loài này được Bernardi mô tả khoa học đầu tiên năm 1966.